# Baurusuchidae
Los baurusúquidos (Baurusuchidae) son una familia de arcosaurios mesoeucocodrilianos notosuquianos, que vivieron durante el Período Cretácico en lo que es hoy Sudamérica y el Subcontinente Indio, entre el Turoniense y el Maastrichtiense. Es un clado de cocodrilianos hipercarnívoros, que habitaron Argentina, Brasil y Pakistán. Baurusuchidae se define como el ancestro común de Baurusuchus y Stratiotosuchus y todos sus descendientes.

## Géneros
- Baurusuchus: del Turoniano - Santoniense del Brasil.[2]
- Cynodontosuchus: Coniaciense - Santoniano de Argentina.[1]
- Gondwanasuchus: Cretácico Superior del Brasil.[3]
- Pabwehshi: del Maastrichtiense de Pakistán.[4]
- Stratiotosuchus:  del Turoniano - Santoniano del Brasil.[2]
- Wargosuchus: del Santoniano de Argentina.[5]
- Bergisuchus del Eoceno de Brasil.[6]
- Aplestosuchus del Turoniense - Santoniense de Brasil.